# Mandy
Mandy ist ein weiblicher Vorname, sehr selten auch männlicher  Vorname englischen Ursprungs.

## Herkunft und Bedeutung
Mandy ist die Kurzform von Amanda, das sich wiederum vom lateinischen amanda „Die Liebenswerte“/ „Die zu Liebende“ ableitet. Der Name war vor allem in den 1970er- und 1980er-Jahren in der DDR sehr beliebt.

## Namenstag
9. Februar; 19. März; 26. Oktober

## Bekannte Namensträger

### Mandy als weiblicher Vorname
- Mandy-Marie Mahrenholz (* 1986), deutsche Schauspielerin, Tänzerin und Sängerin
- Mandy Benzien (* 1975), deutsche Kanutin
- Mandy Berg (* 1997), deutsche Kickboxerin
- Mandy Bright (* 1978), ungarische Pornodarstellerin
- Mandy Bruno (* 1981), US-amerikanische Schauspielerin
- Mandy Burrekers (* 1988), niederländische Handballspielerin
- Mandy Capristo (* 1990), deutsche Sängerin
- Mandy (DJ) (* 1997), belgische Hardstyle-DJ
- Mandy Fredrich (* 1979), deutsche Sängerin
- Mandy Gieler (geborene Großgarten) (* 1987), deutsche Weinkönigin
- Mandy Haase (* 1982), deutsche Feldhockeyspielerin
- Mandy Hering (* 1984), deutsche Handballspielerin
- Mandy Islacker (* 1988), deutsche Fußballspielerin
- Mandy Jones, eigentlich Amanda Jones (* 1962), britische Radrennfahrerin
- Mandy Kerkossa (* 1976), deutsche Handballspielerin
- Mandy Minella (* 1985), luxemburgische Tennisspielerin
- Mandy Moore, eigentlich Amanda Moore (* 1984), US-amerikanische Popsängerin und Schauspielerin
- Mandy Mystery (* 1973), deutsche Pornodarstellerin
- Mandy Niklaus (* 1956), deutsche Florettfechterin
- Mandy Pastohr (* 1978), deutsche Beamtin
- Mandy Schmidt (* 1985), deutsche Radiomoderatorin
- Mandy Smith (* 1970), britische Popsängerin, Fotomodell und Schauspielerin
- Mandy Valentine, eigentlich Amanda Valentine (* 1990), kanadisch-deutsche Eiskunstläuferin
- Mandy Wedow (* 1987), deutsche Gewichtheberin
- Mandy Winter (* 1968), deutsche Sängerin
- Mandy Wötzel (* 1973), deutsche Eiskunstläuferin

### Mandy als männlicher Vorname
- Mandy Kainz, eigentlich Manfred Kainz (* 1972), österreichischer Motorradrennfahrer
- Mandy Patinkin, eigentlich Mandel Patinkin (* 1952), US-amerikanischer Sänger und Schauspieler
- Mandy Meyer, eigentlich Armand Meyer (* 1960), Schweizer Rockgitarrist

## Varianten
- Mandee
- Mandie
- Mendi
- Mendy
- Mandi